# Humberto Horacio Ballesteros
Humberto Horacio Ballesteros (Buenos Aires, 8 de mayo de 1944-Lima, 24 de junio de 2024) fue un futbolista argentino nacionalizado peruano. Fue un destacado arquero del Club Universitario de Deportes del Perú.

## Biografía
Ballesteros nació en Argentina el 8 de mayo de 1944. Se formó como arquero en la Escuela de Fútbol Sacachispas en Buenos Aires. Allí trabajó con Alberto Polleti, quien luego fue campeón con Estudiantes de La Plata. Casado con María Inés Di Seri, vive en el Perú desde 1971 y tiene tres hijos (Humberto, María Eugenia y María Paula). Luego de dejar el fútbol, fue nombrado gerente de la empresa de representaciones VAL, organizadora de eventos. Fue dueño un negocio de pizzas en la av. Velasco Astete, La Alborada, en el distrito de Santiago de Surco, así como también fue entrenador físico del personal de serenazgo de esta comuna limeña. 
Falleció en Lima, Perú, el 24 de junio de 2024 a los 80 años.

## Trayectoria
Jugó en el puesto de arquero en Argentina, Perú y Colombia. Se inició en el Sacachispas, pasando a River Plate, en el que debutó en el círculo superior en 1966, y luego al Lanús, en su país natal. En 1971 quedó libre del Lanús, donde jugó con Osvaldo Piazza, y un empresario le ofreció ir al Perú, donde militó en Universitario de Deportes, convirtiéndose en pieza importante y muy querida por los hinchas en los años setenta, jugando al lado de los cremas Héctor Chumpitaz y el uruguayo Rubén Techera. Tuvo el récord de 751 minutos sin recibir un gol, en la década de 1970.
Salió campeón con la U participando en la final de la Copa Libertadores 1972, obteniendo el subcampeonato. Se nacionalizó peruano, pero no pudo jugar en los partidos ante Chile por las eliminatorias para la Copa Mundial de 1974. Estuvo concentrado tres meses con la selección; pero al final no pudo jugar porque la dictadura militar de Juan Velasco Alvarado, de corte nacionalista, se oponía a considerar jugadores nacionalizados en la selección. En 1974 emigró a Colombia para jugar por el Millonarios. Posteriormente, jugó en el Atlético Chalaco, Sport Boys y Deportivo Municipal, equipo en el que se retiró en 1980.
Fue preparador de arqueros de la escuadra merengue, asistente de Juan Carlos Oblitas, Sergio Markarián y Osvaldo Piazza, y en los últimos seis años trabajó en las divisiones menores hasta que entró Juan Carlos Nolli. Ha tenido a su cargo a César Chávez-Riva, Carlos Marrou, Óscar Ibáñez, Juan Flores, Francisco Bazán y Rafael Quesada. A Marrou y Quesada los tuvo en Ciclista Lima y luego ficharon por Sporting Cristal y Alianza Lima. En 2007 dirigió al equipo de fútbol de la mina Condestable, de Cañete. El campeonato de menores Copa Crema 2009, organizado por el Club Universitario de Deportes, llevó su nombre.

## Clubes

### Como futbolista
| Club                      | País      | Año       |
| ------------------------- | --------- | --------- |
| River Plate               | Argentina | 1961-1966 |
| Lanús                     | Argentina | 1967-1970 |
| Universitario de Deportes | Perú      | 1971-1974 |
| Millonarios               | Colombia  | 1975      |
| Atlético Chalaco          | Perú      | 1976      |
| Sport Boys                | Perú      | 1977      |
| Deportivo Municipal       | Perú      | 1978-1980 |

### Como entrenador
| Club          | País | Año       |
| ------------- | ---- | --------- |
| Ciclista Lima | Perú | 1996      |
| UTC           | Perú | 2008-2009 |

## Palmarés

### Campeonatos nacionales
| Título                    | Club                      | País | Año  |
| ------------------------- | ------------------------- | ---- | ---- |
| Primera división del Perú | Universitario de Deportes | Perú | 1971 |
| Primera división del Perú | Universitario de Deportes | Perú | 1974 |